# Chaîne documentaire
Dans un système documentaire, la chaîne documentaire est l'ensemble des étapes matérielles, administratives et intellectuelles parcourues par un document depuis le moment où son achat est envisagé jusqu'à sa mise à disposition auprès des utilisateurs. Le terme de chaîne - fermée - est justifié par le fait que le feed-back, dernière étape, alimente l'analyse des besoins. Avec l'arrivée du numérique, cette chaîne s'est transformé en un réseau multipolaire.
- Analyse des besoins
- Politique d'acquisition
- Étude de marché
- Acquisition
- Inscription administrative
- Description catalographique
- Indexation matière
- Équipement
- Classement en rayon
- Emprunt
- Feed-back de l'utilisateur.